# Lycosa minae
Lycosa minae là một loài nhện trong họ Lycosidae.
Loài này thuộc chi Lycosa. Lycosa minae được Dönitz & Embrik Strand miêu tả năm 1906.